# 半島的性格論
半島的性格論 / 地理的決定論/ 半島史観は、日本統治時代の朝鮮で喧伝されていた植民史観（満鮮史観、日鮮同祖論、他律性論、停滞性論、党派性論）の一つであり、地理の形態が歴史を決定するという歴史認識、すなわち、朝鮮半島は、大陸と海洋に挟まれた半島という動かすことのできない地理的条件ゆえに、中国大陸（中国王朝）、満洲（契丹、女真族、蒙古、満洲族）、ユーラシア大陸（ロシア帝国）、海洋勢力（日本）によって他律的に支配されることが宿命づけられているという歴史認識である。
韓国では半島的性格論を主張した代表的な学者として三品彰英を挙げている。三品彰英は、朝鮮は大陸中心部に近い半島という地理的条件ゆえに、朝鮮の歴史は東洋史の本流に付随する周辺として、政治・文化的に一つないし複数の勢力による抗争に苦しめられ、ある時は、圧倒的な勢力によって支配されざるを得ず、朝鮮の歴史の性格を付随性、周辺性、多隣性と規定している。

## 概要
半島的性格論は、朝鮮の歴史は、朝鮮半島という地理的条件によって決定され、大陸勢力と海洋勢力の変動により他律的に変化したことを強調する地理的決定論であり、朝鮮は自らの意思で自主的に歴史の決定を成し遂げたことがないため、外国勢力による支配は避けられないとする。半島的性格論を通じて大日本帝国は、大陸勢力の侵略主義的支配よりは、日本の温情的支配を受けることが朝鮮に役立つという論理を展開し、大日本帝国による支配を宿命的なものとみなした。
三品彰英は、著書『朝鮮史概説』（弘文堂書房、1940年）の序説で、「朝鮮史の他律性」という題を付け、朝鮮の歴史の性格を付随性、周辺性、多隣性とした。
- 朝鮮の歴史を規定する最大要因は、朝鮮半島という地理にあり、アジア大陸に付随する半島は、政治的・文化的にも大陸で起きた変動の影響を受け、周辺に位置することにより本流から離れてしまう半島の付随性を主張した[3]。

- 「このように周辺的であると同時に多隣的であった朝鮮半島の歴史においてこの2つの反対作用が、時には同時に時には単独で働き、複雑極まりない様相をもたらした。東洋史の本流から離れているのに、いつも1つ或いはそれ以上の諸勢力の影響が輻輳的に及んだり、時には2つ以上の勢力の争いに苦しめられたり、時には1つの圧倒的な勢力に支配されたりした」として朝鮮史の多隣性を指摘した[3]。

- 朝鮮は政治文化で弁証法的な歴史発展の足跡が甚だしく欠乏してしまい、半島的性格をもつ朝鮮は、古くから中国の典礼主義的、主知主義的な支配を受け、理想的な蕃夷として褒めたたえられ、次に満洲、モンゴルの征服主義的・主意主義的な侵略を受けたが、それは「政治と分化を伴わない力だけの征服」であり、この半島的性格は事大主義という朝鮮の歴史の性格の形成につながり、「絶対的存在とされた国の勢力に従い、その権威の下で藩属になり、依存主義によって国の維持を図ったこと」を規定した[3]。

朝鮮の歴史における事大主義は、親明派、従清派、親日派、親露派などを生み、政治文化では宗主国を模倣する他律的な歴史を展開するしかなく、事大主義的、他律主義的な歴史を展開してきた朝鮮が、日本の情に抱かれることで、事大主義的、他律主義的な朝鮮の歴史を克服できるとした。

## 半島的性格論に対する批判
李基白（朝鮮語: 이기백、西江大学）は、三品彰英の「半島的性格論」を「決して学問という名に値するような性質のものでない」と述べている。
李基白は、満洲を支配することができた否かという領土の歴史ではなく、人間の歴史に視点を変えなければならないと主張しており、「半島的性格論」自体が出鱈目であるため、それに対する反論も出鱈目にならざるを得ず、「広い領土を支配した軍事大国こそが偉大な国家であるという古い歴史認識から脱しなければならない。私たちの目を民族内部に向けなければならない。民族内部の矛盾を改革して、歴史を前進させる努力が歴史的に高く評価されなければならない。そうすることで、偉大な民族、偉大な国家を成し遂げることができる精神的土台を築くことができる」と述べている。
また李基白は、疑似歴史家は「半島的性格論」に対して、朝鮮民族はもともと満洲を支配していたと反論するが、一見もっともらしい反論のように思えるが、日本が掘った墓穴に落ちており、それは「半島的性格論」自体は正しいことを認めているためであり、したがって、満洲を喪失した高麗王朝、李氏朝鮮、大韓民国は永遠に大陸と海洋に振り回され続けることになるため、満洲は朝鮮固有の領土などとという無理筋な主張をしかねないと批判している。

## 現代の半島的性格論
黄文雄は、「韓国乳房論」という「半島的性格論」と類似した地理的決定論を主張している。黄文雄は、
- 「中華三千年の歴史のなかで、周囲の東胡、匈奴、鮮卑、五胡、突厥、回鶻、契丹、女真、蒙古、満洲といった北方民族などは、中華世界の覇権ゲームに参戦し、一度は中華世界に脅威を与え、また民族によっては首都を占領し、あるいは全中華世界を征服さえしている。しかし同じ北方民族でも朝鮮人だけは、せいぜい貢女や宦官あるいは朝鮮人参を献上した程度で、いわば忘れられた地であった。そのため、大きな変革も戦闘もない代わりに発展もせず、東洋最後の秘境として世界史への参加が遅くなったのだ。朝鮮はチベットのような高原の内陸国家ではない。海と陸を併せ持つ交通の至便な半島でありながらも、千年属国になったがために千年鎖国の道を歩んだ[5]」
- 「大航海時代以前の世界史は陸の時代であり、陸を中心に世界帝国が興亡していた。ことに中華帝国は典型的な大陸国家で、半島国家の存在には関心がなかった。漢の武帝や隋・唐以外、ほとんど朝鮮討伐を行っていないのはその証拠だ。もっとも世界の半島国家のすべてが忘れられた存在だったわけではない。ローマ帝国はイタリア半島の国家であったし、イベリア半島からもスペインやポルトガルなど、大航海時代を切り開いた国家が誕生している。そのなかで朝鮮半島だけが古代から北方諸民族、列強の属国として外来諸勢力の支配下に置かれてきたのだ。それでありながら、『韓半島の地形は、大陸にぶら下がっている乳房に似ていて、日本人は韓国の乳房を吸って大きくなった』という『韓国乳房論』が韓国にはある。もちろん中国人なら、韓国人も日本人も中国の乳房を吸って大きくなったと反論するだろう。日本人にとっても朝鮮は、『乳房』どころか大陸への陸橋的な存在にすぎなかった。古代日本人の『日出づる国に対して日没する国』という二元的世界観にも、『本朝、唐土、天竺』という三元的世界観にも朝鮮半島は含まれていなかった。豊臣秀吉の朝鮮出兵の目的は、『征明』であって、朝鮮はその通り道にすぎなかった[6]」「自ら小中華として大中華を事大していた。朝鮮人にとって、事大は有史以来の民族共存の知恵である。地政学的に言えば、中華の京師に直進する至近距離でありながら、千年属国に甘んじていたということだろう[7]」

と述べている。